# Jaciment arqueològic dels Plans
El jaciment arqueològic dels Plans es localitza al municipi de Torrelavit (Alt Penedès(, inclòs a l'Inventari del Patrimoni Arqueològic i Paleontològic de Catalunya.
Es troba concretament en unes vinyes situades a la ribera esquerra del riu de Bitlles
A. Freixas, membre del grup Arrels va a trobar unes peces d'indústria lítica de característiques poc homogènies per poder datar aquest jaciment que ha estat classificat com un taller de sílex. Però durant unes prospeccions dutes a terme durant els anys 2001 i 2003 per motiu de la construcció d'unes instal·lacions d'un gasoducte no es va trobar cap resta.